# クラッシャー

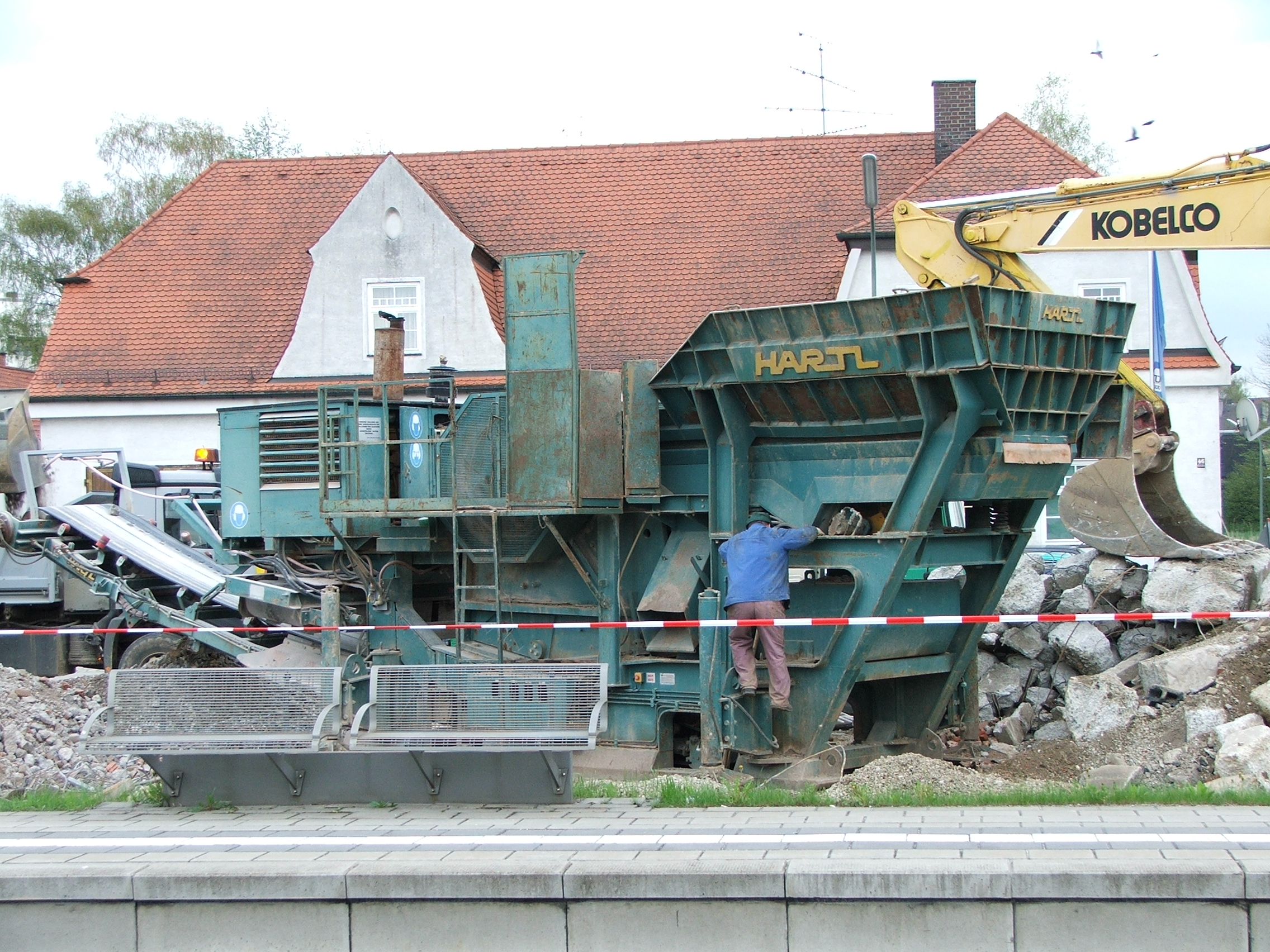
モバイルクラッシャー

クラッシャー (Crusher) とは、固体を破砕する機械のこと。大きな岩石を小さな岩、砂利、砂、岩粉に砕く機械の総称を指す。破砕機ともいう。岩石などの固体を目的の大きさまで細分化する場合、それを破砕・粉砕する目的で使用される。
鉄道などの敷石、建築に使われる栗石、道路・土木に使われる砕石など特定の大きさを必要とする石を作成するために使われるものや、クラッシュアイスなど氷を砕くもの、固形燃料を作るため、廃材や石炭などを砕くものなど、用途や種類が数多く存在する。
クラッシャーは、リサイクルや処分を容易にする目的で、廃棄物を破砕したり、形状を変えたりする際に用いられている。また、（鉱石などのように）異固体混合物の大きさを小さくすることにより、分別可能にする際にも使用されている。
破砕とは、メカニカルアドバンテージによって増幅された力が、破砕される物質の分子よりも強固な結合で、かつ大きな変形抵抗分子で構成された物質に伝達されるプロセスのことを指す。
破砕装置では、平行または接線した２つの固体表面の間に破砕させる物質を挟み、その表面を合わせるように十分な力を加えることで、破砕物の中でエネルギーが発生し、破砕物の分子を互いに分離（破断）または、互いの配置を変化（変形）させている。
世界最古のクラッシャーは、手で掴める程度の大きさの石を持ち上げ、その重さを利用して台石に押し付けることにより、破壊力を高める仕組みとなっていた。
ひき臼とすり鉢は、破砕装置の一種である。

## 背景と歴史
産業界では、金属の表面を使って材料を細かく砕いたり、圧縮したりする機械のことを「クラッシャー」と呼んでいる。
産業史における破砕と採掘のプロセスは、長らく人力によるもので占められており、鉱山労働者がつるはしを振るう、あるいはハンマーでドリルビットを中心に打ち込む、という作業がほとんどであった。
火薬が大量に使用されるようになる19世紀半ばまで、鉱石の一次破砕やサイズ処理作業は、現場で手やハンマーを用いて行っていた。また、小さな木炭を燃やして作業をしていた鍛冶屋や鉄工所などで、トリップハンマーを用いて行われていた。当時使用されたのは、ルネッサンス期から産業革命初中期に典型であった水力式のハンマーであった。
当初は鉱山で材料の塊をハンマーで叩き、小さくしてから袋に入れ地表に運んでいたが、次第に、爆薬や後の初期型の強力な蒸気ショベルなどを用いて、材料を大きな塊にして鉄道や鉱山鉄道で運ぶようになった。このため、採掘後の面破砕が広く必要とされるようになった。
破砕作業は初め鋳物工場で行われていたが、石炭が定着するにつれ、大規模な作業時には石炭破砕機が用いられるようになった。その当時から現在まで燃料需要は伸び続けているが、特に1600〜1610年から1970年代の破砕機の転換期までの間、この石炭破砕機が産業の成長を支えてきた。
家内工業的な経済が発展した後、次第に衰退していったのは、錬鉄や鋳鉄の実用性が高まり、大規模な事業に拍車がかかったことによるところが大きい。

## 種類

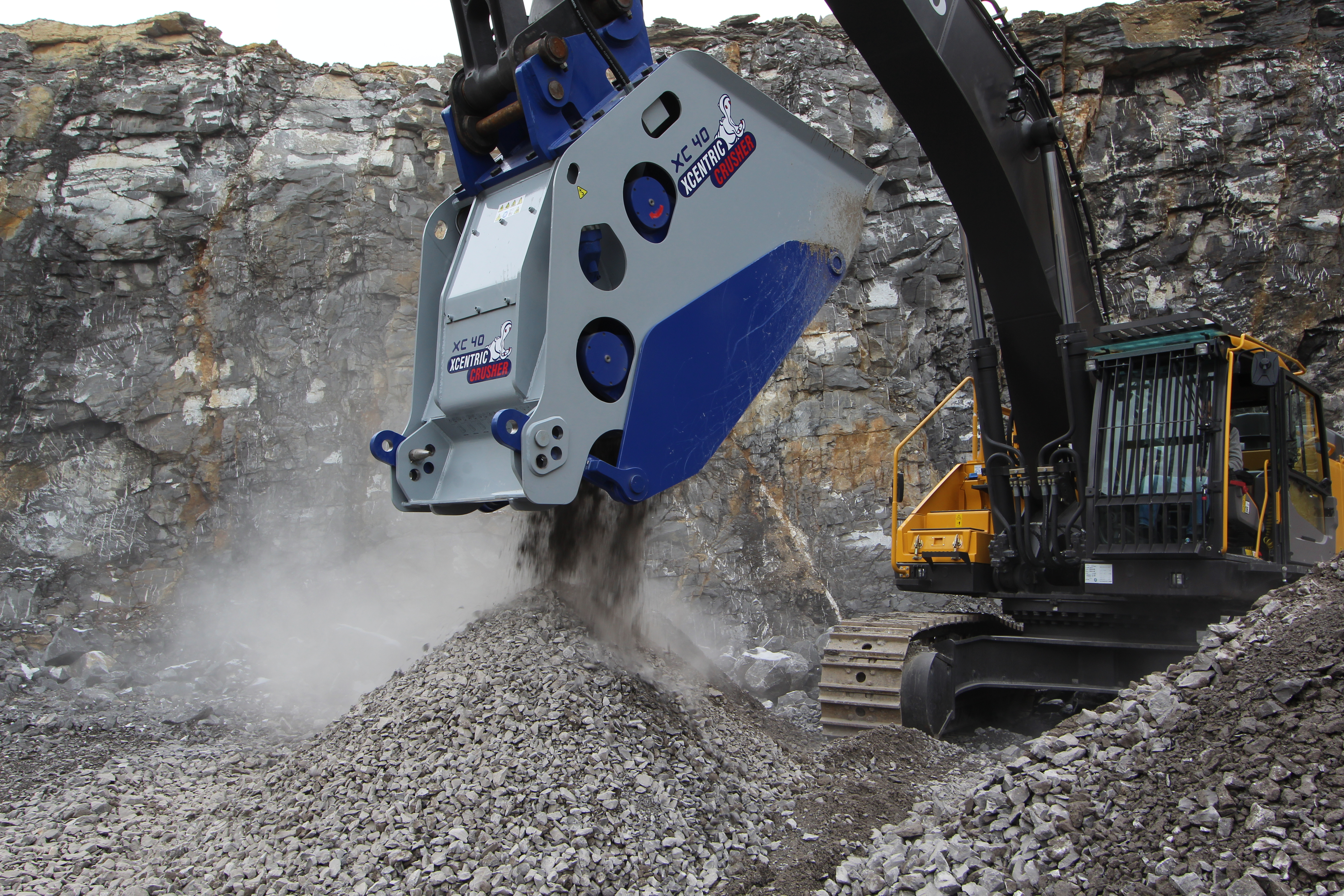
バケット・クラッシャー

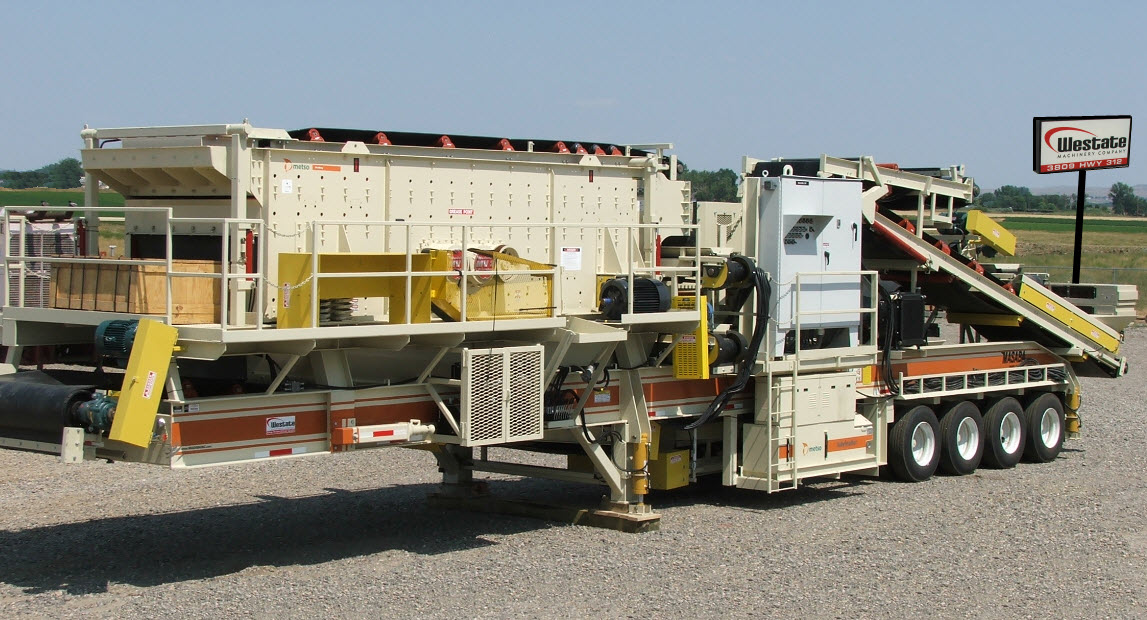
コーンクラッシャー

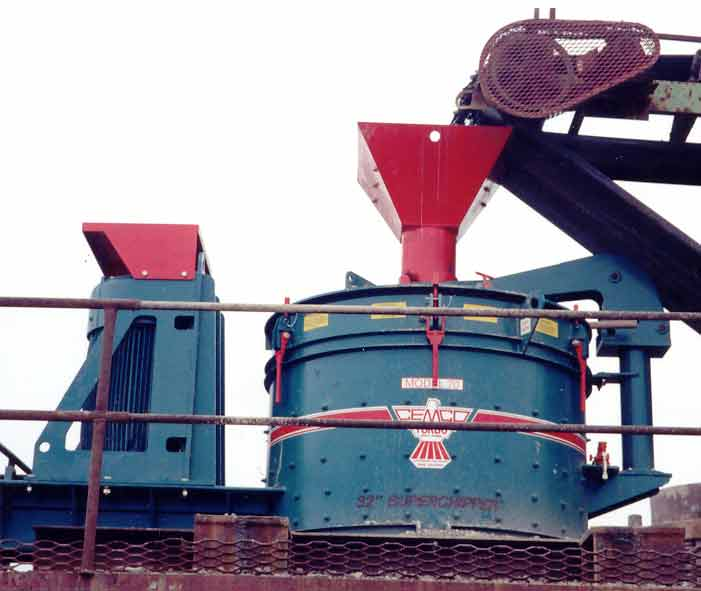
垂直軸インパクトクラッシャー

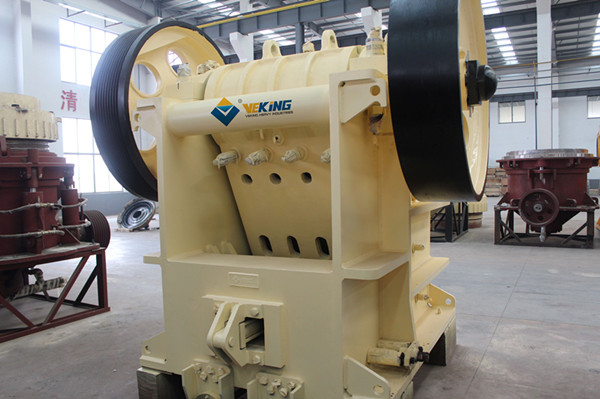
ジョークラッシャー
垂直に固定された固定ジョーと、一端を固定されながら前後に揺動するスウィングジョーとの間で破砕物を圧砕するもの。ジョーとは顎の意味。
ジョークラッシャーは、圧縮力を利用して粒子を破壊する。この機械的圧力は、クラッシャーの2つのジョーによって発生するが、一方のジョーは固定されており、もう一方のジョーは往復運動する仕組みとなっている。ジョーまたはトグルクラッシャーは、垂直ジョーのセットで構成されている。一方のジョーは固定されているため、固定ジョーと呼ばれている。スイングジョーと呼ばれる他方のジョーは、一方に対して前後に稼働することで、クルミ割り機のような作用を引き起こす。
ジョークラッシャーの外枠には、一般的に鋳鉄または鋼が用いられることが多い。また通常ジョー自体には、鋳鋼が使用される。ジョークラッシャーは、地下で作業を行う場合に運搬しやすくするため、一般的には分割して製造される場合が多い。
また、近年ではハイブリッド車のように内燃機関（エンジン）と電動機（モーター）を動力源とした、ハイブリットジョークラッシャーも製造、普及している。
ジョークラッシャーは、スイングジョーのピボットの位置によって、以下のように分類されている。

ブレイク式クラッシャー
ジョーが低い位置に固定されている。シングルトグルとダブルトグルの2種類がある。シングルトグルジョークラッシャーでは、スイングジョーが偏心軸に懸架されているため、ダブルトグルジョークラッシャーよりもかなりコンパクトな設計となっている。
ダッジジョークラッシャー
スイングジョーは上部に固定されている。ダッジジョークラッシャーでは、ジョーがかなり上部にあり下部よりも離れているため、テーパ状のシュートを形成している。このため、材料は下方へ向かうにつれて徐々に小さく粉砕され、最後は下部にある開口部から排出される。ダッジジョークラッシャーは、口幅の面積は可変であるが、その一方で排出口の面積は固定されているため、クラッシャーが目詰まりを起こしてしまうことがある。このため主に実験室での使用に限られ、重作業には使用されていない。
ユニバーサルクラッシャー
スイングジョーが中間に固定されている。
バケットクラッシャー
バケットクラッシャーとは、油圧ショベルのアタッチメントの一つ。油圧モータと2つのジョーを備えたバケットで、硬い建築資材を破砕・粉砕できる。破砕・粉砕対象物はセメントやレンガ、タイル、小石、天然の岩で硬すぎないもの、ガラスというように多岐に渡る。
バケットの中に2つの破砕ジョーがあり、一方のジョーは固定され、もう一方のジョーはジョークラッシャーのように相対的に前後方向に動く仕組みとなっている。内部は、高い慣性力を持つパワートレイン、円形のジョーの動き、大きな破砕片がバケットの口に詰まって破砕ジョーに入らないようにする滞留防止プレートなどで構成されている。

ジャイレトリクラッシャー
固定したコンケーブの内部にコーンヘッドマントルを備え、底部の傘歯車による偏心軸受の回転につれて上部懸垂部を支点とした偏心旋回運動により、破砕物をコンケーブとマントル間に噛み込んで圧砕するもの。
コーンクラッシャー

ジャイレトリクラッシャーを中砕・細砕用に改良したもので、ヘッドマントルがずっと平たくなっており、ジャイレトリクラッシャーと比べて振幅や回転数が大きくなっている。
シングルロールクラッシャー
破砕するための突起を持ったローラーが1個のもの。
ダブルロールクラッシャー
破砕するための突起を持ったローラーが2個並列に並んだもの。
インパクトクラッシャー
高速で回転する円筒形のロータに衝撃板を取り付け、落下する鉱石を衝撃力で破砕すると共に、更にこれを固定された反発板に投げつけて粉砕するもの。